# Gojin Dol
Gojin Dol (en serbe cyrillique : Гојин Дол ; en bulgare : Гоин дол) est un village de Serbie situé dans la municipalité de Dimitrovgrad, district de Pirot. Au recensement de 2011, il comptait 243 habitants.

## Démographie

### Évolution historique de la population
| 1948 | 1953 | 1961 | 1971 | 1981 | 1991 | 2002 | 2011 |
| ---- | ---- | ---- | ---- | ---- | ---- | ---- | ---- |
| 518  | 493  | 348  | 330  | 343  | 333  | 264  | 243  |

|  |